# Лонненка (приток Хотынки)
Лонненка — река в России, протекает по Шимскому району Новгородской области. Устье реки находится в 1 км от устья Хотынки по правому берегу. Длина реки составляет 17 км, площадь водосборного бассейна — 101 км².
На реке стоят деревни Любане и Лонно Уторгошского сельского поселения.

## Данные водного реестра
По данным государственного водного реестра России относится к Балтийскому бассейновому округу, водохозяйственный участок реки — Шелонь, речной подбассейн реки — Волхов. Относится к речному бассейну реки Нева (включая бассейны рек Онежского и Ладожского озера).
Код объекта в государственном водном реестре — 01040200412102000024984.

## Топографические карты
- Лист карты O-36-61 Сольцы. Масштаб: 1 : 100 000. Состояние местности на 1977 год. Издание 1979 г.
- Лист карты O-36-49 Батецкий. Масштаб: 1 : 100 000. Состояние местности на 1981 год. Издание 1991 г.